# Église du Sacré-Cœur de Darvault
L’église du Sacré-Cœur est un édifice religieux catholique situé à Darvault, en France.

## Situation et accès
L’édifice est situé dans la rue de l’Église, vers le centre du village de Ville-Saint-Jacques. Plus largement, il se trouve dans le département de Seine-et-Marne, en région Île-de-France.